# Royal Bank Plaza
El Royal Bank Plaza, en Toronto (Ontario, Canadá) es la sede del Royal Bank of Canada. El edificio ocupa una manzana entera, y linda con las calles Bay, Front y Wellington, en pleno distrito financiero. 
Construido para reemplazar la antigua sede central del banco en la Place Ville-Marie de Montreal, el complejo Royal Bank Plaza consta de dos edificios de oficinas: Royal Bank Plaza South y Royal Bank Plaza North. Royal Bank Plaza South, un rascacielos, es el más alto del dos con sus 180 m, mientras que Royal Bank Plaza North es más pequeño y tiene una altura de 112 m. Los exteriores de las estructuras están cubiertos en gran parte de cristal; juntos tienen más de 14.000 ventanas. Cada una de estas ventanas está revestida una capa de oro de 24 quilates (100% de oro). Con un coste de cerca de 70 dólares por ventana, el valor total del oro utilizado en las ventanas asciende a 1 millón de dólares. Pero, debido a la técnica de fabricación utilizada para fabricar el cristal, este oro, que da un color distintivo a las ventanas, no es recuperable. Se escogió el oro para que actuase de aislante térmico, para reducir así los costes de la calefacción. El edificio está conectado con la red subterránea PATH de Toronto.
Además de ser el espacio de oficinas y la rama principal del Royal Bank, este complejo forma parte de la red PATH, que lo comunica directamente con el TD Centre así como con la Union Station.
El banco cuenta con otra torre en el núcleo financiero de la ciudad, al lado del Scotia Plaza. Este edificio, más pequeño, se sitúa en las calles King y Yonge, y recibe el nombre de Royal Bank Building.
El 13 de enero de 2022, Amancio Ortega, presidente de Inditex, a través de su sociedad Pontegadea, ha acordado la compra del edificio por 843 millones de euros. Se trata una de las mayores operaciones inmobiliarias que se han realizado en todo el mundo desde el estallido de la pandemia.